# Ankola
Ankola (kannada nyelven: ಅಂಕೋಲಾ) kisváros Indiában, az Arab-tenger partján, Karnátaka államban. Márgáótól közúton kb. 105 km-re délre fekszik. Lakossága 15 ezer fő volt 2011-ben.
A település környéke a mangó és a kesu termesztéséről ismert. A közeli tengerparti strandok a turisták által kedveltek. 
Helyi ünnepek a 9 napos Bandihabba májusi fesztivál és a Karthik novemberben. 
A várostól keletre a Nyugati-Ghátok hegységben több vízesés található. Közúton 80 km-re van a Magod-vízesés.

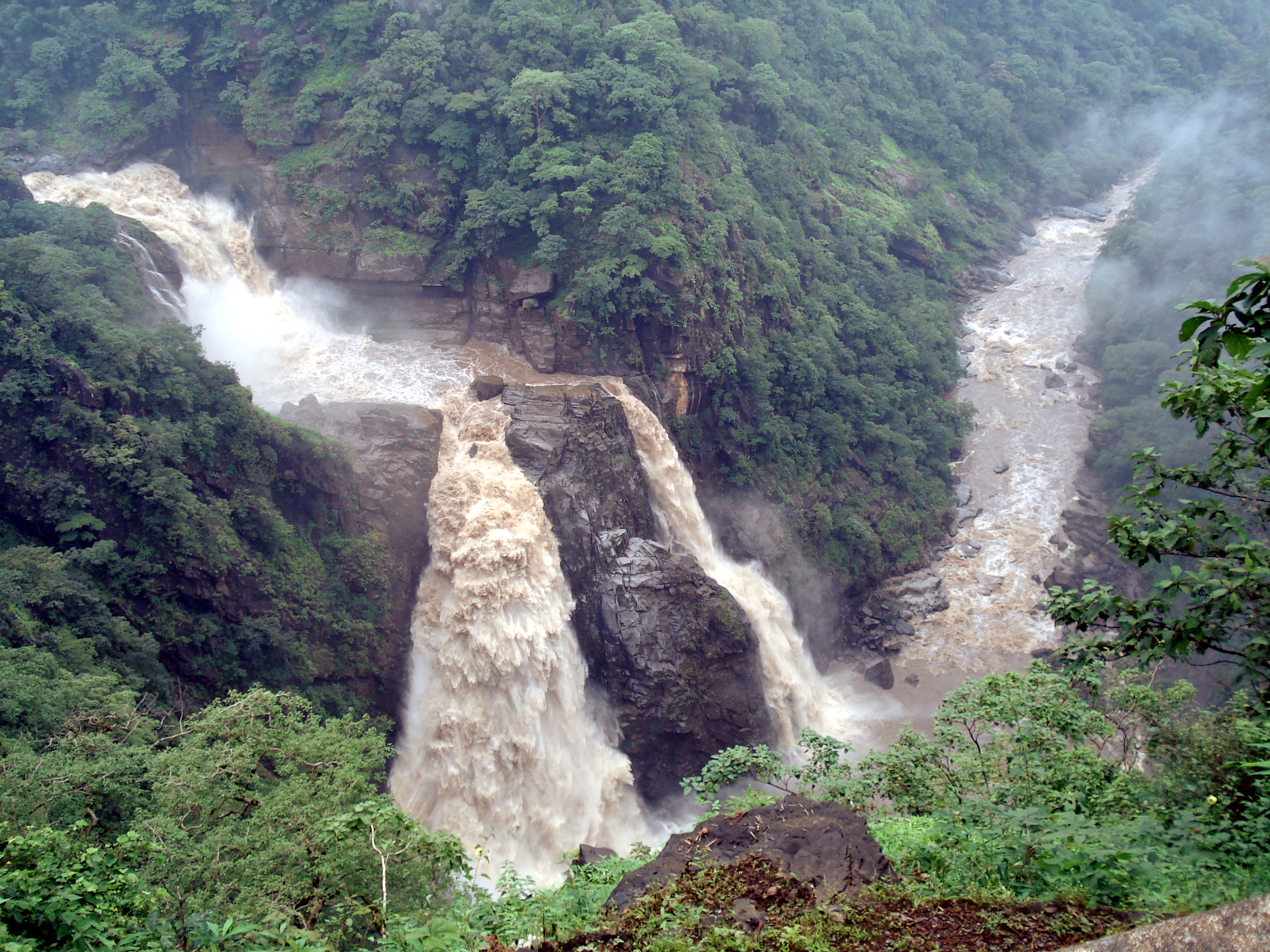
Magod-vízesés

## Fordítás
- Ez a szócikk részben vagy egészben  az   Ankola című angol Wikipédia-szócikk fordításán alapul.  Az eredeti cikk szerkesztőit annak laptörténete sorolja fel. Ez a jelzés csupán a megfogalmazás eredetét és a szerzői jogokat jelzi, nem szolgál a cikkben szereplő információk forrásmegjelöléseként.